# Liste der Pfarren im Dekanat Eferding
Das Dekanat Eferding war ein Dekanat der römisch-katholischen Diözese Linz, das zuletzt 10 Pfarren umfasste.

## Auflösung
Das Dekanat wurde zum 31. Dezember 2022 im Zuge der von Bischof Manfred Scheuer umgesetzten Strukturreform der Diözese Linz als kirchliche Verwaltungseinheit aufgelöst und durch die mit 1. Jänner 2023 neu gegründete Pfarre Eferdinger Land ersetzt, dem die bis dahin eigenständigen Pfarren als "Pfarrteilgemeinden" angehören. Die Seelsorger in den Pfarrteilgemeinden wurden dem hauptverantwortlichen Pfarrer der Pfarre Eferdinger Land als Kooperatoren zugeordnet.

## Pfarren mit Kirchengebäuden und Kapellen
| Ort                              | Pfarrverband | Ink.                   | Patrozinium                                              | Kirchengebäude und Kapellen                                                     | Bild                        |
| Alkoven                          | Eferding     |                        | Hl. Anna und Hl. Margaretha                              | Pfarrkirche Alkoven Filialkirche Annaberg                                       | Pfarrkirche Alkoven         |
| Aschach an der Donau             | Hartkirchen  |                        | Hl. Laurentius, Hl. Johannes der Täufer und Hl. Nikolaus | Pfarrkirche Aschach an der Donau Friedhofskapelle                               | Pfarrkirche Aschach         |
| Eferding                         | Eferding     |                        | Unsere Liebe Frau und Hl. Hippolyt                       | Pfarrkirche Eferding Spitalskirche, Kapelle Leumühle                            | Stadtpfarrkirche Eferding   |
| Haibach ob der Donau             | Hartkirchen  |                        | Hl. Nikolaus und Hl. Ulrich                              | Pfarrkirche Haibach ob der Donau Filialkirche Inzell                            | Pfarrkirche Hainbach        |
| Hartkirchen                      | Hartkirchen  |                        | Hl. Johannes der Täufer, Hl. Wolfgang und Hl. Stephanus  | Pfarrkirche Hartkirchen Wallfahrtskirche Hilkering, Franziskanerkloster Pupping | Pfarrkirche Hartkirchen     |
| Maria Scharten                   | Eferding     |                        | Mariä Geburt                                             | Pfarrkirche Scharten                                                            | Pfarrkirche Scharten        |
| Prambachkirchen                  | Hartkirchen  |                        | Maria, Königin der Apostel und Hl. Margarita             | Pfarrkirche Prambachkirchen Kapelle im Gymnasium Dachsberg                      | Pfarrkirche Prambachkirchen |
| Schönering                       | Eferding     |                        | Hl. Stephanus                                            | Pfarrkirche Schönering                                                          | Pfarrkirche Schönering      |
| St. Marienkirchen an der Polsenz | Eferding     | Sankt Florian (CanReg) | Mariä Himmelfahrt                                        | Pfarrkirche St. Marienkirchen an der Polsenz                                    | Pfarrkirche Marienkirchen   |
| Stroheim                         | Hartkirchen  |                        | Maria Hilf und Hl. Johannes der Täufer                   | Pfarrkirche Stroheim Landerlkapelle in Geisberg                                 | Pfarrkirche Stroheim        |

## Liste der Dechante
- 1877–1908 Karl Grienberger
- ?–2022 Erich Weichselbaumer